# Saint-Clair, Vienne

Saint-Clair este o comună în departamentul Vienne, Franța. În 2009 avea o populație de 205 de locuitori.